# Даох II
Даох II (грец. Δάοχος; д/н — після 332 до н. е.) — тетрарх Фарсалу (Фессалія).

## Життєпис
Походив з роду Агіадів. Син Сізіфа I, тетрарха Фарсалу. УЦспадкував владу десь наприкінці 360-х або напочатку 350-х рокі вдо н. е. Продовжив політику батька, спрямовану на союз з Філіппом II, царем Македонії. Брав участь у кампаніях на боці останнього проти тиранів Фер Лікофрона II та його братів. також діяв разом з македонцями під час Третьої Священної війни.
352 році до н. е. підтримав обрання Філіппа II тагосом (верховним вождем) Фессалійського союзу. 338 року до н. е. рушив до Фів, щоб завадити їх об'єданню з Афінами. Можливо був учасником битви при Херонеї.
У 336—332 роках до н. е. представляв Фессалію в Дельфійській амфіктіонії. Подальша доля невідома. Напевне невдовзі за цим помер. Йому спадкував син Сізіф II.

## Меценат
Даох II добре відомий своїм посвяченням (анафемою) Дельфійському святилищу у вигляді восьми мармурових статуй, які, крім нього самого та його сина, представляють шість інших предків-чоловіків його родини. Однією з найвидатніших робіт цього ансамблю є статуя його прадіда Агія, який, згідно з написом, серед іншого вшановується як перший фессалійський переможець панкратіону на Олімпійських іграх. Крім того, ця статуя є копією бронзового оригіналу відомого скульптора Лісіппа, який був встановлений у Фарсалі.